# Биттрих, Вильгельм
Вильгельм Биттрих (Вилли Биттрих; нем. Wilhelm Bittrich) (26 февраля 1894, Вернигероде — 19 апреля 1979, Вольфратсхаузен, Бавария) — обергруппенфюрер СС и генерал войск СС.

## Биография

### Армейский офицер
Родился в городе Вернигероде в горах Гарца в семье торгового представителя.
С начала Первой мировой войны добровольно служил в армии, поступив 30 июля 1914 года в 7-й егерский батальон. Затем проходил службу в 19-м резервном егерском батальоне и 77-м пехотном полку. С 15 сентября 1915 — лейтенант резерва (то есть получивший офицерское звание без учёбы в военном училище).
В 1916 году перешёл на службу в авиацию, был пилотом в 226-м авиационном отряде и 37-й истребительной эскадре, за отличия награждён Железным крестом 1-го и 2-го классов. В 1919—1920 служил в добровольческих корпусах фон Хюльсена и Эрхардта, боровшихся против левых сил.
С 1920 работал брокером, 29 декабря 1922 года женился на Кет, урождённой Блюме. В 1923 года вступил в рейхсвер, с 1925 года был лётчиком-инструктором в секретном военном центре немецкой авиации, расположенном на территории СССР. В 1930—1932 годах являлся гражданским служащим в рейхсвере. С марта 1932 года — член СА. 1 декабря 1932 вступил в НСДАП (№ 829 700).

### Служба в СС
- С 1 июля 1932 — член СС (№ 39 177).
- С 15 июля 1932 — рядовой СС.
- С 10 сентября 1932 — обершарфюрер СС.
- С 31 октября 1932 — штурмфюрер СС.
- С 13 апреля 1934 — оберштурмфюрер СС.
- С 17 июня 1934 — гауптштурмфюрер СС.
- С 1 октября 1936 — штурмбаннфюрер СС.
- С 30 января 1938 — оберштурмбаннфюрер СС.
- С 6 июня 1939 — штандартенфюрер СС.
- С 1 сентября 1940 — оберфюрер СС.
- С 19 октября 1941 — бригадефюрер СС и генерал-майор войск СС.
- С 1 мая 1943 — группенфюрер СС и генерал-лейтенант войск СС.
- С 1 августа 1944 — обергруппенфюрер СС и генерал войск СС.

1 июля 1932 года был зачислен в эскадрилью СС «Восток», с 31 октября 1932 года — командир этой эскадрильи. С 8 марта 1934 года — командир 74-го штандарта СС «Остзее». С августа 1934 года служил в оперативных соединениях СС, на основе которых позднее были созданы войска СС. С 1 апреля 1935 года был командиром 2-й роты 1-го штандарта СС (с сентября 1935 — полка СС «Дойчланд»), с 29 сентября 1936 года — командир 2-го штурмбанна (батальона) своего полка. С 23 марта 1938 года — командир 1-го штурмбанна (батальона) 3-го штандарта СС (позднее полка СС «Фюрер»).

### Участие во Второй мировой войне
1 июня 1939 года был назначен штаб-офицером в штабе «Лейбштандарта СС Адольф Гитлер», представлял своего командира Йозефа Дитриха в отношениях с руководством СС. В этом качестве начал службу во время Второй мировой войны. С 1 февраля 1940 года был штаб-офицером в Главном управлении СС, занимался формированием дивизии СС «Мёртвая голова» и разработкой учебных инструкций для войск СС. Участвовал в боевых действиях во Франции в 1940 году. С 1 декабря 1940 года — командир полка «Дойчланд» дивизии СС «Рейх», в этом качестве принимал участие в боях на советско-германском фронте, в ходе которых 19 октября 1941 года сменил тяжело раненого Пауля Хауссера на должности командира данной дивизии. Отличился в битве под Москвой, за что был награждён Рыцарским Железным крестом.
В январе — июне 1942 года находился в распоряжении Главного оперативного управления СС. В мае 1942 года ему было поручено реорганизовать кавалерийскую бригаду СС в 8-ю кавалерийскую дивизию СС «Флориан Гайер», с 1 июня 1942 года — командир этой дивизии, во главе которой участвовал в боевых действиях в центральной части Восточного фронта. С 15 февраля 1943 года — командир 9-й моторизованной дивизии СС «Гогенштауфен», расквартированной в Бельгии и Франции и преобразованной в октябре 1943 года под его руководством в танковую. Весной 1944 года дивизия в составе 2-го танкового корпуса СС (в свою очередь, входившего в состав 1-й танковой армии) участвовала в боях на Северной Украине под Тарнополем, в ходе которой 1-й танковой армии удалось прорваться из окружения.
В мае корпус был выведен в резерв группы армий «Северная Украина», но уже в следующем месяце, после высадки англо-американских войск в Нормандии его перебросили во Францию.

### Командир корпуса
10 июля 1944 года Биттрих был назначен командиром 2-го танкового корпуса СС, заменив Пауля Хауссера, и занимал этот пост до окончания войны. По собственному признанию, уже после Сталинградской битвы он утратил веру в победу нацистского режима, хотя до конца продолжал находиться на службе ему. В книге Хайнца Хене «Чёрный орден СС» говорится о том, что в ночь с 15 на 16 июля 1944 года Биттрих во время встречи с генерал-фельдмаршалом Эрвином Роммелем выразил согласие с планом отвода войск на Западный вал по согласованию с англо-американским военным командованием (несмотря на явную нелояльность этого плана по отношению к Адольфу Гитлеру). После того, как Биттрих узнал о казни через повешение в августе 1944 года генерала Эриха Гёпнера, под командованием которого он служил на Восточном фронте в 1941 году, обергруппенфюрер заявил: 

Это конец немецкой армии! Ничего подобного в её истории никогда не было. Ведь повешен старший офицер — раньше он был бы расстрелян.

Эта информация была доведена до Генриха Гиммлера, который приказал отстранить его от занимаемой должности, но его требование не было выполнено армейскими начальниками Биттриха — командующим 5-й танковой армией генералом Генрихом Эбербахом и командующим фронтом генерал-фельдмаршалом Вальтером Моделем. В то же время Биттриха нельзя относить к участникам Движения сопротивления, так как, критически относясь к стремлению нацистского руководства продолжать войну без шансов на победу, он не предпринимал конкретных действий, направленных на его отстранение от власти.
В августе 1944 года корпус Биттриха смог с тяжёлыми потерями прорвать «Фалезский котёл», что привело к прорыву из окружения 7-й армии и 5-й танковой армии вермахта, а его командир был награждён Дубовыми листьями к Рыцарскому Железному кресту.

В сентябре 1944 года корпус успешно действовал в Нидерландах под Арнемом, сорвав проведение финальной части операции англо-американских войск «Маркет гарден», окружив основные силы первого эшелона 1-й ВДД Великобритании в районе высадки. Второй эшелон сил дивизии был расстрелян в месте высадки, рассеян и частично пленён. Министр вооружения Германии Альберт Шпеер вспоминал о встрече с Биттрихом в этот период: 

Под Арнгеймом встретился мне кипящий от возмущения генерал войск СС Биттрих. Накануне его 2-й танковый корпус нанес тяжёлый урон английской авиадесантной дивизии. В ходе боёв генерал достиг с англичанами соглашения, по которому англичанам разрешалось развернуть за нашей линией фронта полевой госпиталь. А затем английские и американские десантники были перестреляны партфункционерами. Биттрих чувствовал себя обесчещенным. Резкие обвинения против партии были тем поразительнее, что ими сыпал генерал СС.

В декабре 1944 года корпус Биттриха участвовал в составе 6-й танковой армии СС Йозефа Дитриха в наступлении в Арденнах, которое закончилось неудачей. В феврале 1945 года корпус вместе с армией был переброшен в Венгрию, где безуспешно пытался предотвратить наступление Красной армии. В апреле 1945 года корпус оборонял Вену, причём 9 апреля Биттрих получил приказ командования вермахта защищать город до «последнего вздоха». Однако в этот же день он отвёл свой корпус за Дунай, что предотвратило бессмысленные потери среди военнослужащих и мирного населения, а также разрушение старой части Вены. Затем Биттрих не выполнил и явно нереальный приказ отбить Вену у Красной армии, и отвёл корпус на Запад. 6 мая командующий 6-й танковой армией СС оберстгруппенфюрер Дитрих наградил Биттриха Мечами к Рыцарскому Железному кресту. 8 мая 1945 года во главе корпуса сдался в плен американским войскам.

### Послевоенная деятельность
В январе 1948 года был передан французским властям, которые обвинили его в военных преступлениях, и лишён статуса военнопленного. 16 июня 1953 года предстал перед французским военным трибуналом на процессе по делу о бессудном расстреле 17 участников движения Сопротивления близ Нима ротой полевой жандармерии 9-й моторизованной дивизии СС «Гогенштауфен», в бытность Биттриха её командиром. Трибунал пришёл к выводу, что Биттрих лично не был причастен к расстрелу, но нёс ответственность за преступления своих подчинённых. Был приговорён к пяти годам лишения свободы с зачётом предварительного заключения (командир взвода, непосредственно участвовавшего в этом преступлении, был приговорён к 20 годам лишения свободы).
После освобождения Биттрих вернулся в Германию. Отошёл от дел, жил на озере Штарнбергер.

## Биттрих в кинематографе
В фильме «Мост слишком далеко» 1977 года, посвящённом операции «Маркет гарден», роль Биттриха исполнял Максимилиан Шелл.

## Награды
- Шеврон старого бойца
- Железный крест 2-го класса.
- Железный крест 1-го класса.
- Знак за ранение (чёрный).
- Почётный крест ветерана войны (1934).
- Пряжка к Железному кресту 2-го класса (25 сентября 1939).
- Пряжка к Железному кресту 1-го класса (7 июня 1940).
- Рыцарский крест Железного креста
  - Рыцарский крест (14 декабря 1941).
  - Дубовые листья (№ 563) (23 августа 1944).
  - Мечи (6 мая 1945, награждение не подтверждено).
- Немецкий крест в золоте (6 марта 1943).
- Кольцо «Мёртвая голова».
- Почетная сабля рейхсфюрера СС